# Krasshüpfer
Krasshüpfer (Originaltitel: Spinder) ist ein Kinder- bzw. Jugendbuch des niederländischen Schriftstellers Simon van der Geest und des niederländischen Illustrators Karst-Janneke Rogaar. Das Buch erzählt die Geschichte zweier Brüder, die sich durch die Trauer um ihren dritten, bereits verstorbenen Bruder auseinanderleben und in einen dramatischen Konflikt miteinander geraten, den sie letztlich überwinden können.
Krasshüpfer erschien 2012 beim niederländischen Verlag Querido in niederländischer Sprache und umfasst 240 Seiten. Die deutsche Übersetzung erschien am 18. Januar 2016 bei Thienemann und umfasst ebenfalls 240 Seiten. Mirjam Pressler übersetzte den Text. Krasshüpfer ist das dritte Buch von van der Geest.
Krasshüpfer wurde unter anderem mit dem Gouden Griffel im Jahr 2013 und im gleichen Jahr mit dem Jan Wolkers Prijs ausgezeichnet. Das Feuilleton lobt das Buch unter anderem folgendermaßen: „Simon van der Geest erzählt mit feinem Gespür für die Perspektive eines Elfjährigen.“ (Norbert Zähringer, 21. März 2016)

## Inhalt
Geschildert werden die Ereignisse in Form einer Art Tagebuch, dem „Heft“, aus Hiddes Perspektive.
Der 11-jährige Hidde hat in dem geheimen Keller, von dem nur er und sein Bruder Jeppe wissen, ein Insekten-Labor eingerichtet. Mit dem Keller verbinden sie ein Geheimnis, das mit ihrem verstorbenen Bruder Ward zu tun hat – doch die beiden haben geschworen, es für sich zu behalten.
Eines Tages entschließt Jeppe sich, den Keller ab sofort in Anspruch zu nehmen, da er dort den Proberaum für sein neues Schlagzeug einrichten möchte. Es entbrennt ein „Krieg“ zwischen den beiden Brüdern, der langsam zu eskalieren beginnt. Hidde versucht den Keller mit Hilfe seiner Klassenkameradin Lieke zu verteidigen, doch sie scheint sich mehr für Jeppes Musik zu interessieren, als für Hiddes Insekten.
Hidde schmiedet allerlei Verteidigungspläne, um seinen Keller nicht aufgeben zu müssen, wird jedoch schließlich von seinem Bruder in den Keller eingesperrt. Da die Mutter der beiden nicht zu Hause ist, ist Hidde seinem Bruder hilflos ausgeliefert. Doch da kommt der Nachbarsjunge Bor ihm zur Hilfe. Der Rettungsversuch misslingt jedoch und Jeppe sperrt Bor ebenfalls in den Keller. Bei dem Versuch Jeppe auszutricksen, stürzt dieser und verletzt sich schwer am Kopf. Hidde, der denkt, Jeppe sei nun auch tot, bereut den Streit und die Kämpfe um den Keller nun sehr und ist erleichtert, als Jeppe aufwacht und bloß eine leichte Gehirnerschütterung von dem Unfall davon trägt. Hidde fordert Jeppe auf, endlich das Geheimnis um den Keller und den Tod des älteren Bruders zu lüften. Er selbst geht diesen Schritt, indem er das lang gehütete Geheimnis seinem „Heft“ anvertraut.

## Figuren

### Hauptfiguren
Hidde
Hidde ist ein 11-jähriger Junge, dessen größtes Hobby Insekten sind. Im geheimen Keller hat er deshalb ein Labor, in dem er verschiedene lebende und tote Insekten sammelt. Dorthin zieht er sich oft zurück, zeichnet (vor allem seine Insekten) und schreibt eine Art Tagebuch. Freunde hat er nicht und auch mit seinem Bruder Jeppe hat er sich nach dem Tod des dritten Bruders Ward auseinandergelebt. Er ist in Lieke, ein Mädchen aus seiner Klasse, verliebt. Um sie zu beeindrucken, macht er ihr ein Geschenk, eine ‚selbstgebastelte‘ Kreuzung aus Spinne und Schmetterling, der er seinen Spitznamen zu verdanken hat: Spinnerling.
Jeppe
Jeppe ist Hiddes älterer Bruder. Seit dem Tod Wards ist er sehr verschlossen und zurückgezogen. Bor sagt, er habe einen „mürrischen Blick“. Er spielt Gitarre und Schlagzeug in einer Band und ist deshalb ein Mädchenschwarm. Insgesamt tritt er immer sehr cool auf und behandelt Hidde und seine Umwelt kühl – nur die Schwester von Bor verunsichert ihn.

### Nebenfiguren
Jeppes und Hiddes Mutter
Die Mutter der beiden Brüder wird von Hidde als „unsichtbar“ bezeichnet. Seit dem Tod des dritten Bruders wirkt sie abwesend, arbeitet viel und wandelt wie ein Schatten durchs Leben.
Lieke
Lieke ist ein Mädchen aus Hiddes Klasse, in das er verliebt ist. Sie mag Schmetterlinge und die Farbe rosa. Hidde versucht sie mit seiner Insektensammlung und insbesondere mit einer eigenen Zucht von rosa Schmetterlingen zu beeindrucken. Sie scheint sich jedoch zunächst mehr für seinen Bruder Jeppe und dessen Musik zu interessieren. Dank ihrer schönen Stimme wird sie beinahe Sängerin in dessen Band – entscheidet sich jedoch letztlich dagegen.
Bor
Bor ist neu in Hiddes Nachbarschaft gezogen. Auffällig ist zunächst mal seine lockige Mähne. Anfangs bescheinigt Hidde ihm ein dümmliches Aussehen, am Ende aber sieht er ein, dass Bor kein Idiot, sondern allenfalls „ein bisschen anders“ ist und die beiden werden Freunde. Er interessiert sich sehr für Hiddes Insektensammlung, fährt gern Roller-Skates und ist ein großer Fan von Knochen und Skeletten.

## Literarische Kritik
Krasshüpfer erhielt ein insgesamt positives Presseecho. Die Welt wies darauf hin, dass »van der Geests großartiger Roman etwas [biete], das man in vielen 'Erwachsenenbüchern' nicht findet: Katharsis und Erlösung.« (Norbert Zähringer, 21. März 2016). Die Badische Zeitung lobte: »Krasshüpfer' ist in gewisser Weise tatsächlich krass. Aber auf eine Art, die atemlos lesen lässt und die Gefühlswelt eines Elfjährigen geradezu beängstigend gut beschreibt.« (Jürgen Reuß, 12. April 2016). Die FAZ schrieb: »Simon van der Geest erzählt mit feinem Gespür für die Perspektive eines Elfjährigen« (Fridtjof Küchemann, 4. Mai 2016).

## Nominierungen und Auszeichnungen
Sämtliche Auszeichnungen als Übersicht:
| 2013 | Gouden Griffel                               |
| 2013 | Jan Wolkers Prijs                            |
| 2017 | Nominiert für Deutschen Jugendliteraturpreis |

## Hörbuch
2016 erschien bei Igel Records eine Hörbuchausgabe der deutschen Fassung des Buches, die von Martin Baltscheit eingelesen wurde. Sie stand im Mai 2016 auf Platz 1 der monatlichen hr2-Hörbuchbestenliste für Kinder- und Jugendhörbücher. Die Jury begründete ihre Entscheidung damit, dass Krasshüpfer ein „wunderbar einfühlsamer, fassettenreicher, tiefsinniger und dabei spannender Roman sei“ und „von Martin Baltscheit hervorragend nuancenreich und wahrhaftig gelesen wird“.

## Öffentliche Buchpräsentationen
Das Buch wurde beim Kinder- und Jugendprogramm des 16. Internationalen Literaturfestivals Berlin im September 2016 als internationale Premiere in Anwesenheit des Schriftstellers vorgestellt.